# Launiupoko
Launiupoko – jednostka osadnicza w Stanach Zjednoczonych, w hrabstwie Maui.